# Percy, Manche

Percy este o comună în departamentul Manche, Franța. În 1 ianuarie 2018 avea o populație de 2.285 de locuitori.